# Valentin Polanšek
Valentin Polanšek, slovenski pesnik in pisatelj, * 4. februar 1928, Lepena pri Železni Kapli, † 27. avgust 1985, Dunaj.
Valentin Polanšek je pisal pesmi in prozo. Pesniška zbirka Grape in sonce (1963) vsebuje pesimistično obarvano lirsko verzifikacijo v prostih pesniških vrsticah o naravi, ljubezni in družbenih krivicah. Napisal je še pesniški zbirki Karantanske (1971) in Lipov bogec (1974), pesmi za otroke Cikinček (1972) in Čopka (1980) ter pripovedno prozo, novele, povesti in romane: Velike sanje malega človeka (1973), Križ s križi (1980), Bratovska jesen  (1981), Sla po svobodi (1985). Polanšek je bil tudi sodelavec revije Mladje, ki izhaja na Koroškem od leta 1963.
Valentin Polanšek je bil tudi učitelj in ravnatelj dvojezične šole na Obirskem nad Železno Kaplo. Na obirski ljudski šoli se nahaja plošča, ki nas spominja na njegovo predanost učiteljskemu poklicu in hkrati predstavlja točko 15 Slovenske pisateljske poti. Polanšek je bil med ustanovitelji Društva slovenskih pisateljev v Avstriji in njegov prvi predsednik. Skupaj s svojo ženo Justino je leta 1974 ustanovil Obirski ženski oktet, s katerim je izdal dve plošči Dečva Obirja in Roža, rdeča rožica. Polanšek je pisal besedila za pesmi, ki jih je tudi sam uglasbil, vodil je pevske zbore in bil tudi prvi učitelj pevcev bratov Smrtnik. Valentin Polanšek je umrl 27. avgusta 1985 v bolnišnici na Dunaju. Obirsko in selsko slovensko prosvetno društvo vsako leto v spomin na Valentina Polanška in selskega župana Hermana Velika pripravita pohod na Obir.  